# Milton Margai
Milton Augustus Strieby Margai (7 de diciembre de 1895 - 28 de abril de 1964) fue un político sierraleonés, que ejerció como primer ministro de Sierra Leona inmediatamente después de la  independencia  del país. Nacido en la localidad de Gbangbatoke, estudió medicina en el Reino Unido y regresó a Sierra Leona en 1928 para trabajar en la administración colonial.
En 1949 fundó el nacionalista Partido Popular de Sierra Leona (Sierra Leona People's Party, o SLPP) junto con Siaka Stevens, que ganó las elecciones de 1951 para el consejo legislativo. Después de administrar los departamentos de Salud, Agricultura y Bosques, fue elegido ministro en jefe en 1954. En 1958, su liderazgo en el partido fue disputado por su hermano menor, Albert Margai, pero aunque este último ganó apretadamente la elección interna, declinó la dirección del partido y lo abandonó para formar el opositor Partido Popular Nacional (People's National Party), reuniéndose de nuevo con su hermano en un gobierno de coalición en 1960.
En los dos años siguientes, mientras Sierra Leona se encaminaba a su independencia, Margai supervisó la creación de una nueva constitución para la colonia. Cuando esta fue adoptada en 1958, se convirtió en premier. Al año siguiente fue ordenado caballero, y en 1961 ejerció como primer ministro de Sierra Leona en el momento de la independencia el 27 de abril. En 1962 ganó de nuevo las elecciones. Sir Milton Margai falleció en Freetown en 1964, dejando su mandato inconcluso. Su sucesor fue su hermano Albert Margai.
- Datos: Q879302